# Камден (Мичиген)
Камден (енгл. Camden) град је у америчкој савезној држави Мичиген.

## Демографија
По попису из 2010. године број становника је 512, што је 38 (-6,9%) становника мање него 2000. године.
| Група             | 2000.       | 2010.       |
| Белци             | 533 (96,9%) | 508 (99,2%) |
| Афроамериканци    | 0 (0,0%)    | 0 (0,0%)    |
| Азијати           | 3 (0,5%)    | 0 (0,0%)    |
| Хиспаноамериканци | 2 (0,4%)    | 1 (0,2%)    |
| Укупно            | 550         | 512         |